# سنت العقاب الطائر
سنت العقاب الطائر هو اسم كان متداولاً لقطعة من نقود الدولار الأمريكي المعدنية تعادل قيمتها 1 سنت، والتي طرحتها دار السك الأمريكية سنة 1856 أنموذجاً؛ ثم للتداول بين سنتي 1857–1858. بحلول أوائل خمسينيات القرن التاسع عشر، أصبحت العملة المعدنية الكبيرة (حوالي نصف دولار ) التي تصدرها دار سك العملة غير مرغوب فيها في التجارة ومكلفة للغاية لسكها. بعد تجربة أحجام وتراكيب مختلفة، قررت الدار استخدام سبيكة من 88% نحاس و12% نيكل لصنع سنت جديد أصغر حجمًا. وبعد أن أنتجت الدار أنماطًا تحمل تاريخ 1856 وأعطتها للمشرعين والمسؤولين، وافق الكونجرس رسميًا على القطعة الجديدة في فبراير/شباط 1857.
إصدر السنت الجديد في مقابل العملة الفضية الاستعمارية الإسبانية البالية التي كانت متداولة في الولايات المتحدة حتى ذلك الحين، بالإضافة إلى سابقتها الأكبر حجمًا. أصدر الكثير من السنتات حتى أنها أدت إلى اختناق القنوات التجارية، خاصة وأنها لم تكن عملة قانونية ولم يكن أحد مضطرًا لأخذها. لم يكن تصميم النسر جيدًا، وجرى استبداله في عام 1859 بعملة Longacre's Indian Head .

## بداية
كان السنت أول عملة معدنية رسمية للولايات المتحدة تسك في دار سك العملة في فيلادلفيا في عام 1793. هذه القطع، المعروفة اليوم بالسنتات الكبيرة، كانت مصنوعة من النحاس النقي وكان حجمها حوالي نصف دولار. ضربوا كل عام، باستثناء عام 1815 بسبب نقص المعدن، لكنهم كانوا بطيئين في تأسيس التجارة. ثم استخدمت القطع الفضية الاستعمارية الإسبانية البالية بشكل شائع كنقود في جميع أنحاء الولايات المتحدة. في ذلك الوقت، كان كل من الذهب والفضة عملة قانونية هناك، لكن العملات النحاسية لم تكن كذلك؛ لن تقوم الحكومة الفيدرالية باستردادها أو أخذها لدفع الضرائب.

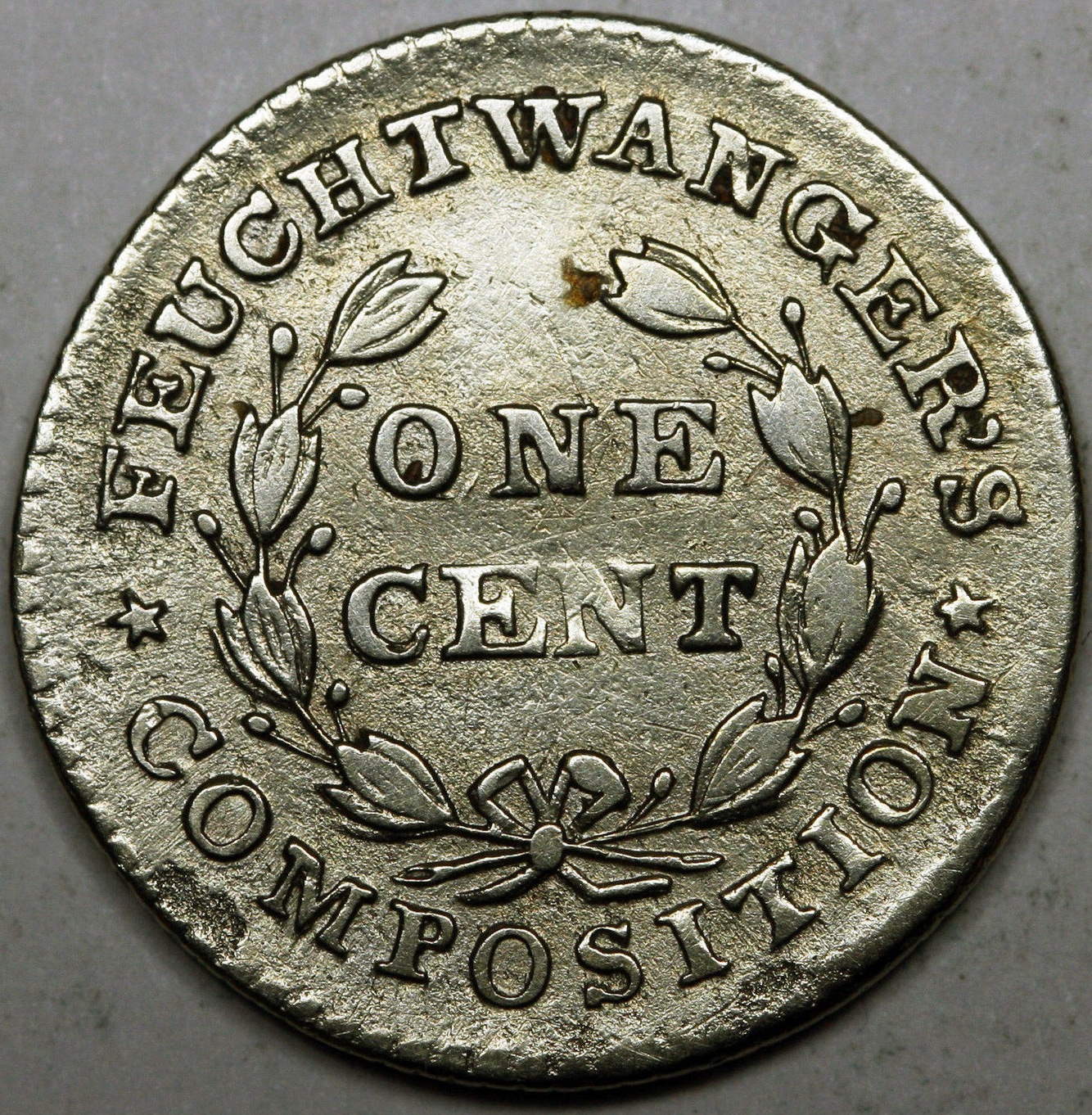
الوجه الخلفي لعملة سنت فوشتوانجر الصادرة عام 1837

وبعد ذلك قامت الدار بضرب الفضة أو الذهب استجابة للودائع التي وضعها حاملو السبائك، ولم تحقق سوى القليل من الأرباح من تلك المعاملات. بحلول أربعينيات القرن التاسع عشر، ساعدت الأرباح، أو حقوق السيادة، من تحويل النحاس إلى سنتات في تمويل دار السك. في عام 1849، ارتفعت أسعار النحاس بشكل حاد، مما دفع وزارة الخزانة إلى التحقيق في بدائل محتملة للقطع النقدية الكبيرة بقيمة سنت واحد. لم يكن السنت شائعًا في التجارة؛ لأنه لم يكن مناقصة قانونية، ولم يكن أحد مضطرًا إلى أخذه، وغالبًا ما كانت البنوك والتجار يرفضونه. لم يكن هناك استحسان للسنتين بسبب حجمها الكبير أيضًا. في عام 1837، قام الكيميائي غريب الأطوار لويس فوشتوانجر من نيويورك بتجربة حجم أصغر من العملات المعدنية في صنع نماذج العملات المعدنية كجزء من خطة لبيع سبائكه (المشابهة للفضة الألمانية المعدنية الأساسية) للحكومة لاستخدامها في العملات المعدنية. انتشرت أعماله كرموز للأوقات الصعبة في سنوات الركود في أواخر ثلاثينيات القرن التاسع عشر وأوائل أربعينيات القرن التاسع عشر.
بحلول عام 1850، لم يعد من المربح لدار السك أن تضرب سنتات، وفي 14 مايو، قدم السيناتور النيويوركي دانيال إس ديكنسون تشريعًا لإصدار سنت مصنوع من البيليون والنحاس مع كمية صغيرة من الفضة. في ذلك الوقت، كان هناك شعور واسع النطاق بأن العملات المعدنية يجب أن تحتوي على نسبة كبيرة من قيمتها الاسمية من المعدن. ستكون العملة المعدنية حلقية، أي أنها تحتوي على ثقب في المنتصف. وقد قامت الدار بضرب قطع تجريبية، ووجدت أنه من الصعب إخراج مثل هذه القطع من المكابس حيث ضربت، وأن استعادة الفضة من السبائك كانت مكلفة. تم إسقاط الأحكام الخاصة بقطعة سنت أصغر من التشريع الذي أعطى الكونغرس الموافقة على القطعة النقدية بقيمة ثلاثة سنتات في عام 1851. اقترح المؤرخ النقدي والتر برين أن أحد العوامل التي أدت إلى رفض العملات المعدنية المثقوبة هو أنها ذكّرت العديد من العملات النقدية الصينية بقيمتها الشرائية الضئيلة. أدى انخفاض أسعار النحاس في عام 1851 وأوائل عام 1852 إلى جعل مسألة إصدار سنت أصغر أقل إلحاحًا في وزارة الخزانة، التي أشرفت على أنشطة دار سك العملة.

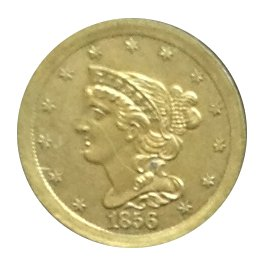
نمط نصف سنت من النحاس والنيكل، تم ضربه لعرض السبائك على شكل عملة معدنية

ارتفعت أسعار النحاس مرة أخرى في أواخر عام 1852 وحتى عام 1853 متجاوزة 0.40 دولار للرطل الذي اعتبرته دار السك نقطة التعادل لتصنيع السنت بعد النظر في تكلفة الإنتاج؛ 1 رطل (0.45 كـغ) من النحاس صنع 42⅔ سنتًا كبيرًا. في عام 1853، سكت أنماط باستخدام سبيكة معدنية أساسية باستخدام قالب ربع نسر، بحجم عشرة سنتات تقريبًا. تحتوي بعض السبائك المقترحة على معدن النيكل. كما أعادوا النظر في استخدام «البرونز الفرنسي» (95% نحاس والباقي من القصدير والزنك ) وأنواع مختلفة من الفضة الألمانية في العملة المعدنية. في تقريره السنوي لعام 1854، دعا مدير دار سك العملة جيمس روس سنودن إلى إصدار سنتات برونزية صغيرة، فضلاً عن إلغاء النصف سنت، الذي وصفه بأنه عديم الفائدة في التجارة. سك عدد من العملات المعدنية ذات النمط المماثل في عامي 1854 و1855. تميزت هذه العملات بتصميمات مختلفة، بما في ذلك العديد من صور الحرية وتعديلين لعمل كبير النقاشين الراحل كريستيان جوبريشت: أحدهما يظهر الحرية جالسة، والتي وضعها جوبريشت على العملات الفضية في ثلاثينيات القرن التاسع عشر، والآخر لنسر طائر، ابتكره جوبريشت بناءً على رسم تخطيطي لتيتيان بيل.

## التحضير

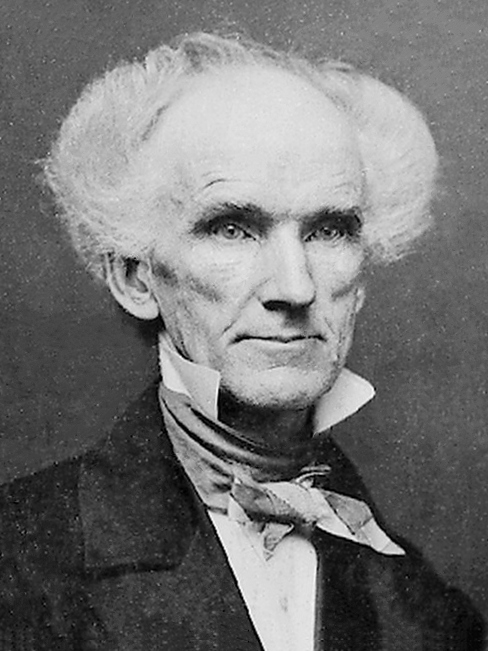
قام جيمس ب. لونجاكر بتصميم عملة سنت النسر الطائر.

في أوائل عام 1856، اقترح سنودن تشريعًا يسمح له بإصدار سنت أصغر، لكنه ترك الحجم والتركيب المعدني له ولوزير الخزانة جيمس جوثري. وبموجب الخطة، فإن القطعة الجديدة ستكون عملة قانونية، بسعر يصل إلى عشرة سنتات. وستصدر مقابل الفضة الإسبانية القديمة التي لا تزال متداولة في الولايات المتحدة. في التبادل، ستمنح الفضة الإسبانية القيمة الكاملة (12½ سنتًا لكل ريال أو بت ) عندما يتداولوا بهذه القطع عادةً بخصم يبلغ حوالي 20% بسبب التآكل. وستدفع الخسارة التي ستتحملها الحكومة في هذه التجارة من خلال الرسوم التي تفرضها السلطات على القطع المعدنية الأساسية. كما ستصدر سنتات جديدة مقابل السنتات القديمة، وفي مقابل نفس القيمة بنصف سنت - سيتوقفوا عن استخدام هذه الفئة. وقد قاموا بتقديم مشروع القانون إلى مجلس الشيوخ في 25 مارس 1856. كان وزن السنت القديم 168 grain (10.9 غ) في 16 أبريل، قاموا بتعديل مشروع القانون لتوفير سنت واحد على الأقل من النحاس بنسبة 95% ويزن 96 grain (6.2 غ) وأقره مجلس الشيوخ بهذا الشكل.
بينما كان التشريع قيد النظر، كان جيمس كورتيس بوث، صاحب دار سك العملة وصانع التكرير، يجري تجارب على السبائك التي قد تكون مناسبة للعملة الجديدة. في يوليو 1856، كتب سنودن إلى جوثري، مقترحاً سبيكة من 88% من النحاس و12% من النيكل باعتبارها سبيكة مثالية، واقترح تعديلات على مشروع القانون المعلق من شأنها تحقيق ذلك. كتب بوث أيضًا إلى جوثري لتعزيز السبائك؛ اقترح كلا الرجلين وزنًا يبلغ 72 grain (4.7 غ) مناسب مثل 80 سنتًا تعادل رطل طروادة (373 جرامًا)، على الرغم من أن رطل أفيردوبوا (454 جرامًا) كان يستخدم بشكل أكثر شيوعًا للمعادن الأساسية.

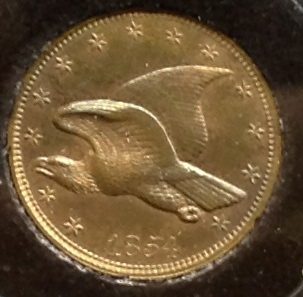
عملة معدنية من طراز مبكر لفئة سنت النسر الطائر

كلف كبير النقاشين في دار سك العملة، جيمس بي. لونغاكر، بإعداد تصميمات للعملات المعدنية ذات الأنماط. في البداية، عملت شركة لونجاكر باستخدام تصميمات رأس ليبرتي مثل تلك التي كانت شائعة في ذلك الوقت، ولكن سنودن طلب إعداد تصميم لنسر طائر. وقد حدث هذا مع استمرار تجارب بوث؛ حيث كانت أنماط السنتات الأولى ذات تصميم النسر الطائر بحجم ربع دولار تقريبًا. ولترويج السبائك الجديدة، قامت الدار بسك 50 نصف سنتًا منها، وأرسلتها إلى واشنطن ليعرضها مسؤولو الخزانة على المسؤولين وأعضاء الكونغرس. في أوائل نوفمبر 1856، أعد لونجاكر قوالب بما ثبت أنه التصميم النهائي، حيث يصور نسرًا طائرًا على الوجه وفئة متوجة على الوجه الخلفي، بالحجم الذي سعى إليه بوث.
وقد قامت الدار بضرب مئات من الأنماط على الأقل باستخدام تصميم النسر الطائر الذي ابتكره لونجاكر في التكوين المقترح. وفي محاولة لضمان القبول العام للقطع الجديدة، وزعت على العديد من أعضاء الكونغرس وغيرهم من المسؤولين، في البداية في نوفمبر 1856. إرسلت مائتي قطعة إلى لجنة العملات والأوزان والمقاييس في مجلس النواب، بينما أُعطي أربعة منها للرئيس فرانكلين بيرس. قاموا بتوزيع ما لا يقل عن 634 عينة، وربما عدة آلاف؛ وكانت عينات إضافية متاحة عند الطلب. كان هذا هو أصل عملة النسر الطائر التي يعود تاريخها إلى عام 1856 والتي تعد من العملات النادرة للغاية، والتي يعتبرها علماء العملات جزءًا من سلسلة النسر الطائر على الرغم من أنها كانت في الواقع قطعة نمطية أو انتقالية، وليست عملة رسمية، حيث لم تمنح موافقة الكونغرس بعد. قام سنودن لاحقًا بضرب 1856 سنتًا صغيرًا إضافيًا للبيع غير المشروع، واستبدالها بالقطع التي كانت دار السك تبحث عنها لمجموعتها من العملات المعدنية.

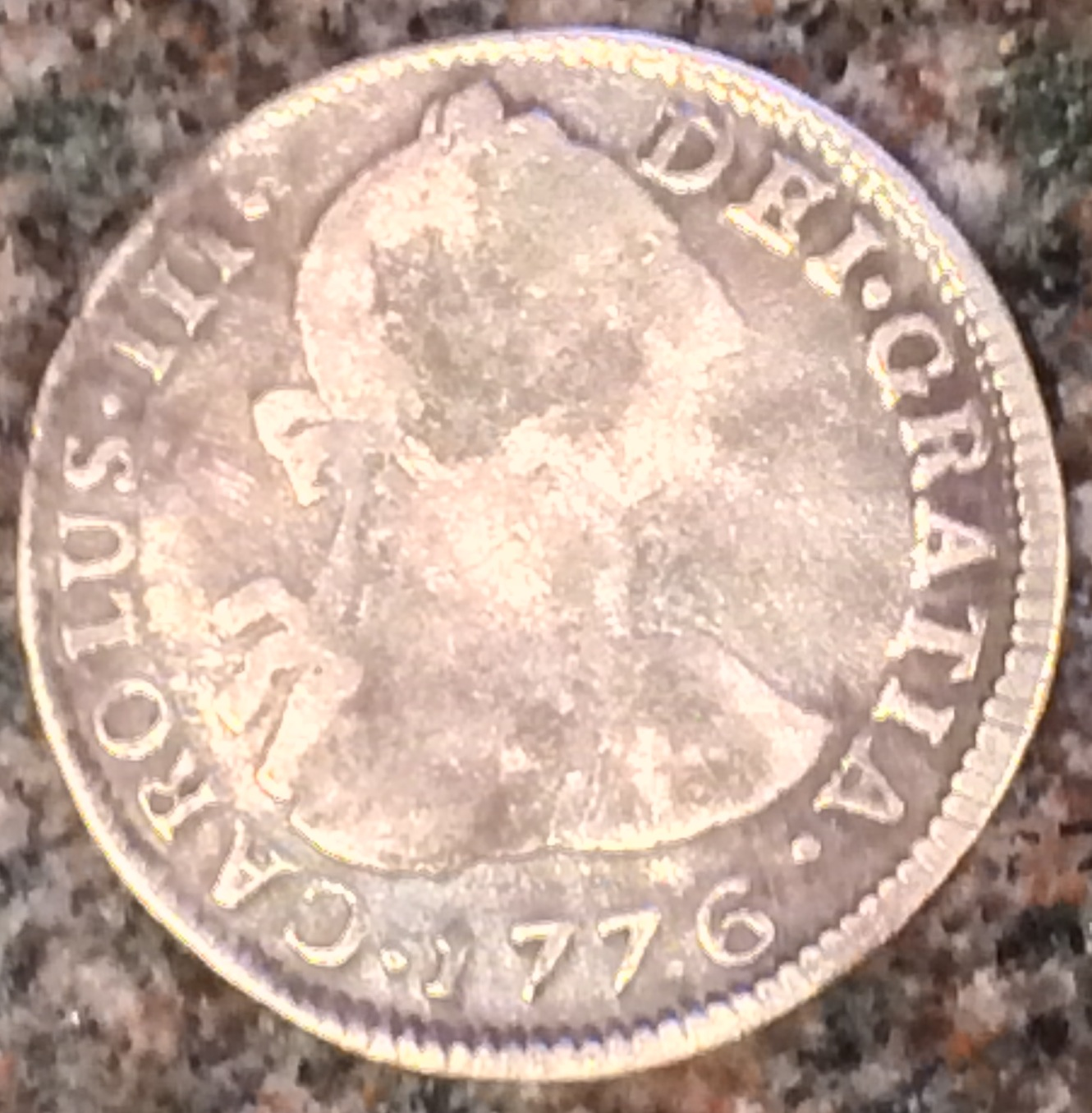
قطعة نقدية إسبانية استعمارية مكونة من ريالين من دار سك النقود في بوتوسي (تقع اليوم في بوليفيا)

في ديسمبر 1856، كتب سنودن إلى ممثل ولاية ميسوري جون إس. فيلبس، على أمل إحراز تقدم فيما يتعلق بالتشريع، وذكر أنه كان بالفعل «يضغط على الجميع، ومن كل جانب، من أجل الحصول على سنت جديد - في الواقع، كان الجمهور حريصًا جدًا على إصداره». عندما تمت مناقشة التشريع، الذي عدلوه ليشمل الوزن والسبائك التي قررتها الدار، في مجلس النواب في 24 ديسمبر، عارضه عضو الكونغرس عن ولاية تينيسي جورج واشنطن جونز بشأن بند العطاء القانوني؛ شعر جونز أنه بموجب بند العقد في الدستور، يجب أن يكون الذهب والفضة فقط عطاءً قانونيًا. دافع فيلبس عن مشروع القانون على أساس أن الكونغرس يتمتع بالسلطة الدستورية لتنظيم قيمة المال، ولكن عندما أعيد مشروع القانون للنظر فيه في 14 يناير/كانون الثاني 1857، كان قد حذف بند العطاء القانوني. هذه المرة، عارض مشروع القانون عضو الكونغرس عن نيويورك توماس ر. ويتني، الذي اعترض على بند في مشروع القانون يشرع ممارسة دار سك العملة في تصميم وتشكيل الميداليات التي يطلبها الجمهور، معتقدًا أن الحكومة لا ينبغي أن تتنافس مع الحائزين على الميداليات من القطاع الخاص. وقد حذف هذا الحكم، وأقر مشروع القانون في اليوم التالي. بعد ذلك، ناقشوا النسخة المقدمة من مجلس الشيوخ، حيث ناقشها في الرابع من فبراير، وأقرها مع تعديل إضافي يسمح باسترداد العملات الإسبانية لمدة لا تقل عن عامين. وافق مجلس النواب على هذا في 18 فبراير، ووقع الرئيس بيرس على مشروع القانون في الحادي والعشرين. جعل هذا القانون العملات الأجنبية الذهبية والفضية غير قانونية بعد الآن، ولكن أصبح من الممكن استرداد الدولارات الإسبانية بقيمتها الاسمية لمدة عامين مقابل سنتات النحاس والنيكل الجديدة. ألغي النصف سنت. ستكون القطع الجديدة بنفس الحجم (19 مم)، على الرغم من أنها أثقل إلى حد ما من السنتات اليوم.
وتوقعًا لنجاح التشريع، لم تخرج أغلب العملات المعدنية الكبيرة التي بلغ عددها 333,456 والتي سكت في عام 1857 من دار سك النقود في فيلادلفيا، وصهرت فيما بعد. اشترى سنودن مجموعة جديدة من الأسطوانات والمعدات الأخرى حتى تتمكن الدار من إنتاج قطع سنتات خاصة بها، وهي المرة الأولى التي تفعل فيها ذلك منذ أكثر من 50 عامًا. ورغم أن التشريع كان لا يزال على بعد يوم واحد من الموافقة النهائية، أوصى سنودن بتصاميم لونجاكر إلى جوثري في 20 فبراير/شباط. وافق جوثري عليها في الرابع والعشرين من الشهر، على الرغم من أنه طلب أن تكون حافة العملة المعدنية أقل حدة؛ ووعد سنودن بالامتثال. سكت عملات سنت النسر الطائر بداية من أبريل 1857 واحتفظ بها في انتظار الإصدار الرسمي. قامت دار السك بتخزين القطع في انتظار تراكم إمدادات كافية؛ في منتصف شهر مايو، أخطر سنودن صحف فيلادلفيا أن التوزيع سيبدأ في 25 مايو

## التصميم

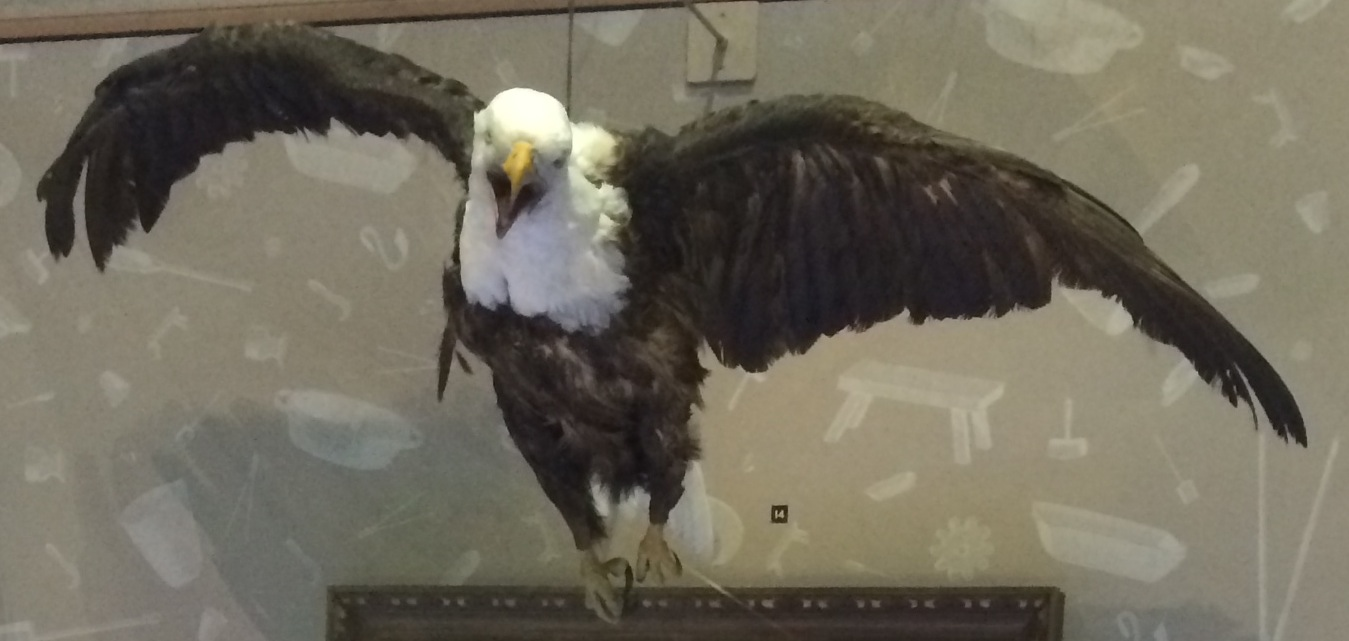
بيتر النسر

يعتمد وجه عملة لونجاكر الذي يصور نسرًا أثناء طيرانه على وجه دولار جوبريشت الذي ضرب بكميات صغيرة من عام 1836 إلى عام 1839. على الرغم من أن نموذج جوبريشت غير معروف على وجه اليقين، فإن بعض المصادر تشير إلى أن الطائر أثناء الطيران كان مستوحى من بيتر النسر، وهو طائر أليف أطعمه عمال دار السك في أوائل ثلاثينيات القرن التاسع عشر حتى وقع في فخ الآلات وقتل. حنط الطائر، ولا يزال معروضًا في دار سك النقود في فيلادلفيا.
على الرغم من طبيعته المشتقة، إلا أن نسر لونجاكر يحظى بإعجاب واسع النطاق. وفقًا لمؤرخ الفن كورنيليوس فيرمولي في كتابه عن العملات المعدنية الأمريكية، فإن نقش النسر الطائر، عندما استخدم في ثلاثينيات القرن التاسع عشر، كان «أول طائر في علم العملات يمكن القول إنه مشتق من الطبيعة وليس من النحت الاستعماري أو شعارات النبالة». وصف فيرمويل عملة النسر الطائر التي حلت محل عملة رأس الهندي بأنها «أقل جاذبية للعين من عملة النسر الطائر التي صممها بيل-جوبريشت ومتغيراتها». عندما كلف النحات أوغسطس سانت جودينز في عام 1905 بتقديم تصاميم جديدة للعملات الأمريكية، سعى إلى إعادة تصميم النسر الطائر إلى السنت، فكتب إلى الرئيس ثيودور روزفلت، «أنا أستخدم نسرًا طائرًا، وهو تعديل للجهاز الذي استُخدم على سنت عام 1857. لم أر هذه العملة لسنوات عديدة، وأُعجبت بها كثيرًا لدرجة أنني اعتقدت أنه إذا نفذت ببعض التعديلات، فلن يكون هناك شيء أفضل. إنه بكل تأكيد أفضل تصميم على أي عملة أمريكية.» أعاد سانت جودينز النسر الطائر إلى العملات الأمريكية، لكن تصميمه استُخدم على ظهر النسر المزدوج بدلاً من السنت.
الإكليل الموجود على الوجه الخلفي مشتق أيضًا، حيث استخدم سابقًا على الدولار الذهبي من النوع الثاني من لونجاكر لعام 1854، والقطعة ذات الثلاثة دولارات من نفس العام. وهي تتألف من أوراق القمح والذرة والقطن والتبغ، وبالتالي فهي تشمل المنتجات المرتبطة بكل من الشمال والجنوب. ويقال أحيانًا أن أوراق القطن هي أوراق القيقب؛ فالنوعان ليسا مختلفين، وأوراق القيقب أكثر شهرة من أوراق القطن. يمكن رؤية سنبلة الذرة أيضًا.

## الإصدار والإنتاج والتجميع

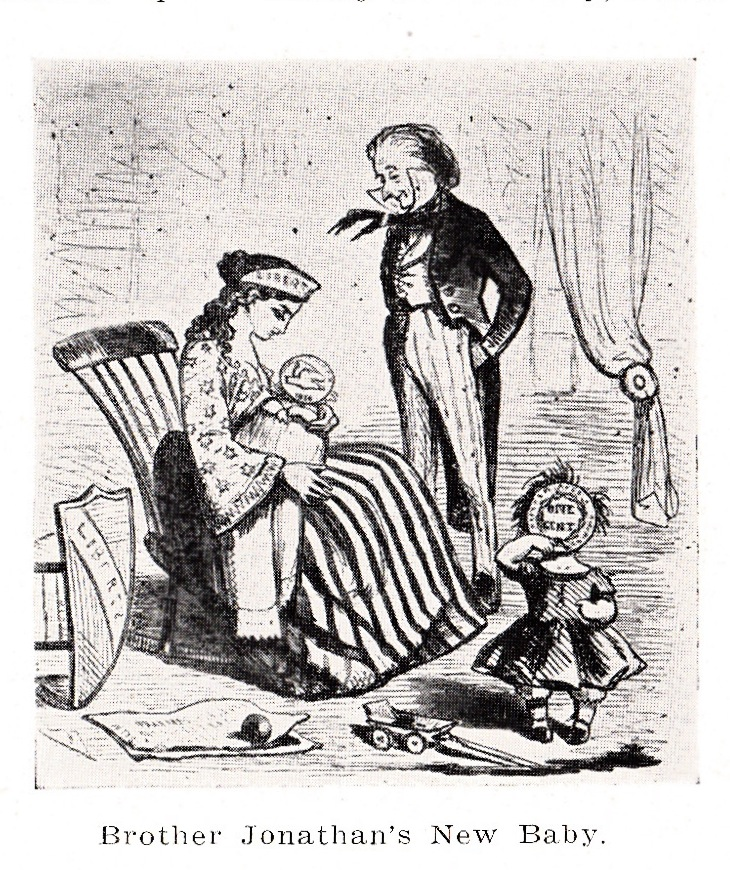
من مجلة هاربر الصادرة في فبراير 1857: "الطفل الجديد للأخ جوناثان "، سنت النسر الطائر، بينما يبكي السنت الكبير المهمل

أصدرت دار سك العملة في فيلادلفيا العملات الجديدة للعامة في 25 مايو 1857. وتوقعًا للطلب الشعبي الكبير، قامت إدارة دار سك العملة ببناء هيكل خشبي مؤقت في ساحة منشأة فيلادلفيا. وفي صباح يوم الإصدار، اصطف مئات الأشخاص في طوابير، خط واحد لأولئك الذين يريدون استبدال الفضة الإسبانية بالسنتات، وخط آخر لأولئك الذين يجلبون سنتات ونصف سنتات من النحاس القديم. ابتداءً من الساعة التاسعة صباحًا، قام الموظفون بدفع سنتات مقابل القطع القديمة؛ وخارج حرم دار السك، قام المشترون الأوائل ببيع السنتات الجديدة بأعلى سعر. وكتب سنودن إلى جوثري: «الطلب عليهم هائل. ... كان لدينا في متناول أيدينا هذا الصباح ما قيمته 30000 دولار، أي ثلاثة ملايين قطعة. سيدفع كل هذا المبلغ تقريبًا اليوم.» أصبحت عينة عام 1856 معروفة للعامة في وقت الإصدار، وجعلت الجمهور يتحقق من نقودهم الصغيرة؛ بيعت سنتات 1856 الصغيرة بما يصل إلى 2 دولار بحلول عام 1859. وقد أدى الاهتمام العام بالعملات المعدنية الجديدة إلى ازدهار جمع العملات المعدنية: فبالإضافة إلى البحث عن سنت 1856 النادر، حاول البعض جمع مجموعات من السنتات الكبيرة التي يعود تاريخها إلى عام 1793، ووجدوا أنهم سيضطرون إلى دفع علاوة على التواريخ النادرة.
واجهت الدار صعوبة في إقرار التصميم الجديد. وكان السبب في ذلك هو سبيكة النحاس والنيكل الصلبة وحقيقة أن النسر الموجود على أحد جانبي القطعة كان يقابل مباشرة أجزاء من التصميم العكسي؛ وقد أدت الجهود المبذولة لإظهار التصميم بشكل أكثر اكتمالاً إلى زيادة كسر القالب. تظهر العديد من سنتات النسر الطائر نقاط ضعف، وخاصة عند رأس النسر وذيله، اللذين يقعان مقابل الإكليل. في عام 1857، اقترح سنودن استبدال النسر برأس كريستوفر كولومبوس. أجاب لونجاكر أنه نظرًا لوجود اعتراضات على المقترحات الخاصة بوضع جورج واشنطن على العملات، فسوف تكون هناك أيضًا معارضة لتصميم كولومبوس. وعلى الرغم من الصعوبات، فإن 17,450,000 سنت من عملة النسر الطائر التي سكت في فيلادلفيا عام 1857 كانت تشكل أعظم إنتاج لعملة واحدة في عام واحد في دار سك العملة الأمريكية حتى ذلك الوقت.

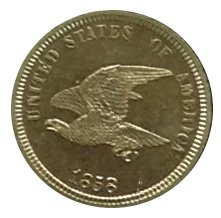
تم إعداد العملات المعدنية ذات النمط الذي يحمل نسرًا أصغر حجمًا في عام 1858؛ حيث كان يُعتقد أن الطائر نحيف للغاية.

في عام 1858، حاولت دار سك العملة التخفيف من مشكلة الكسر باستخدام نسخة جديدة من العملة المعدنية ذات نقش أقل عمقًا. وقد أدت هذه المحاولة إلى تنوع كبير في السلسلة، حيث تحتوي العملات المعدنية في النسخة المنقحة على أحرف أصغر في النقوش من تلك التي سكت في وقت سابق. الصنفان شائعان بنفس القدر تقريبًا، ومن المحتمل أنهما كانا يُضربان جنبًا إلى جنب لبعض الوقت حيث استخدمت الدار القوالب القديمة. كانت الجهود المبذولة للحفاظ على القوالب هي السبب المحتمل لتنوع آخر، وهو 1858/7، حيث شطبت القوالب التي يعود تاريخها إلى عام 1857 للسماح باستخدامها في العام الجديد.
في عام 1858، قامت دار السك بإعداد عملات معدنية ذات نمط نسر أصغر بكثير، والتي ضربت بشكل جيد، لكن المسؤولين لم يحبوها. أمر سنودن لونجاكر بإعداد أنماط مختلفة يمكنه الاختيار من بينها لقطعة جديدة لتحل محل سنت النسر الطائر اعتبارًا من الأول من يناير 1859. أنتجت الدار ما بين 60 إلى 100 مجموعة من اثني عشر نمطًا تُظهر تصميمات مختلفة؛ وقد وزعت على المسؤولين كما قاموا ببيعها بهدوء من قبل الدار على مدى السنوات العديدة التالية. وكذلك اعتمد تصميم لونجاكر الذي يظهر ليبرتي وهي ترتدي غطاء رأس على الطراز الهندي، مع إكليل بنقش سفلي على ظهر سنت الرأس الهندي، مما حل مشكلات تدفق المعدن. في الرابع من نوفمبر 1858، كتب سنودن إلى وزارة الخزانة، موضحًا أن عملة النسر الطائر «لم تكن مقبولة جدًا من قبل عامة الناس» حيث شعروا أن الطائر لم يكن حقيقيًا، وأن التصميم الأمريكي الأصلي «سيعطيها طابع أمريكا».

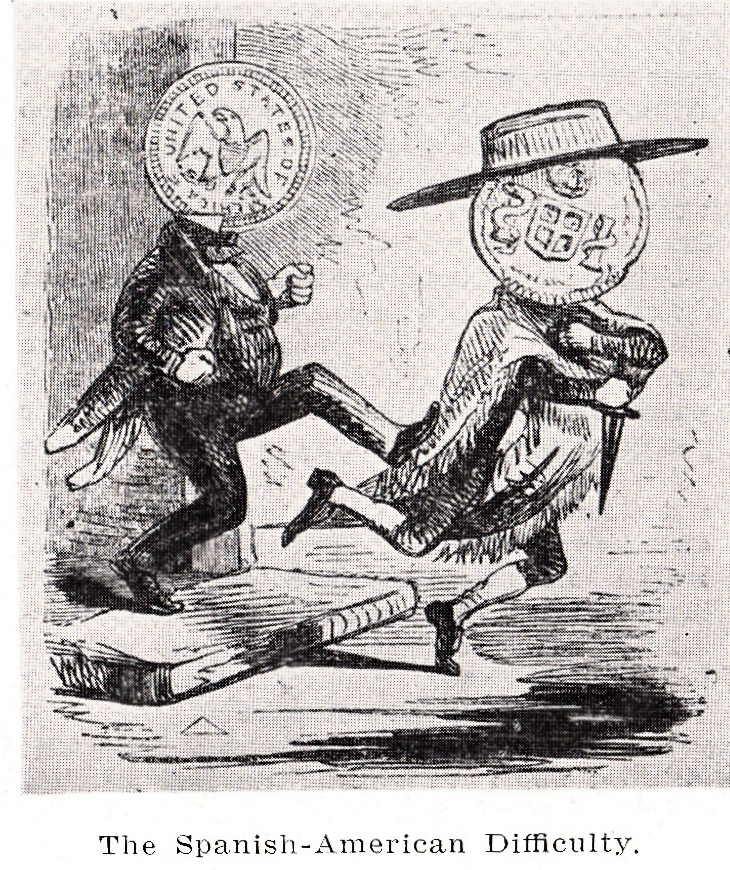
في فبراير/شباط 1857، ثبت أن الاقتراح الذي قدمته مجلة هاربر ويكلي بأن "الصعوبة الإسبانية الأميركية" قد تم حلها من خلال جعل الفضة الإسبانية غير قانونية كان اقتراحاً سابقاً لأوانه.

بحلول سبتمبر 1857، كان حجم الفضة الإسبانية القادمة إلى دار السك كبيرًا جدًا لدرجة أن سنودن تخلى عن فكرة القدرة على دفع ثمنها بالسنتات فقط، وسمح بالدفع بالعملات الذهبية والفضية. في 3 مارس 1859، مددت فترة استرداد القطع الأجنبية لمدة عامين إضافيين. وبما أن التجارة كانت تختنق بالسنوات الجديدة، ألغى الكونغرس هذا الحكم في يوليو/تموز 1860، على الرغم من أن سنودن واصل هذه الممارسة لأكثر من عام دون إذن من الكونغرس. في أكتوبر 1861، نشرت مجلة Bankers Magazine تقريرًا عن نهاية التبادل، ونقلت عن صحيفة Philadelphia Press: «لقد جعل العدد الكبير من سنتات النيكل الجديدة منها مصدر إزعاج تقريبًا مثل العملة الإسبانية القديمة». ووفقًا لبرين، «كانت العملات الفضية الأجنبية بمثابة عملة قانونية، وقابلة للاستلام لجميع أنواع المدفوعات بما في ذلك طوابع البريد وبعض الضرائب؛ لكن سنتات النيكل لم تكن كذلك. لقد ملأت صناديق النقد الخاصة بأصحاب المتاجر بسرعة باستثناء كل شيء آخر تقريبًا؛ بدأ رفضها قانونيًا في التجارة». وانتهى هذا الوفرة باحتكار جميع العملات الفيدرالية في أعقاب الاضطراب الاقتصادي الناجم عن الحرب الأهلية.
بعد الحرب، عادت عملات النسر الطائر المخزنة إلى التداول. ولكن العديد منها ظل هناك لبضع سنوات فقط، حيث قاموا بسحبه من بين السنتات البرونزية الجديدة في برامج الاسترداد التابعة لوزارة الخزانة في ستينيات وسبعينيات القرن التاسع عشر ــ حيث سحبت ثلاثة عشر مليون سنت من النحاس والنيكل عن طريق استبدالها بعملات معدنية أساسية أخرى. بحلول ثمانينيات القرن التاسع عشر، أصبح من النادر تداوله. يسرد إصدار عام 2018 من دليل RS Yeoman 's A Guide Book of United States Coins الأحرف الكبيرة لعام 1857 و1858 والأحرف الصغيرة لعام 1858 كل منها بسعر 30 دولارًا في G-4 حالة جيدة، وهي الدرجة قبل الأدنى القابلة للتحصيل (AG-3). يبلغ سعر العملة الورقية الصادرة في عام 1856 نحو 6500 دولار في تلك الدرجة، ويرتفع إلى 20 ألف دولار في العملة الورقية غير المتداولة من فئة MS-63. يبدأ سعر 1858/7 من 75 دولارًا في G-4، ويرتفع إلى 11000 دولار في MS-63. بيع سنت من عام 1856 بحالة MS-66 في مزاد في يناير 2004 مقابل 172.500 دولار.

## روابط خارجية
- نسخة محفوظة 2018-12-15 على موقع واي باك مشين. صور Flying Eagle Cent
- دليل عملة النسر الطائر
- عملة معدنية فئة سنت واحد، نسر طائر، نوع من العملات المعدنية من الولايات المتحدة (صور، سك، أصناف)

| سبقه | ' | تبعه |